# Model Món3
El model Món3 (World3) és una modelització i simulació per ordinador que empra la tècnica de la dinàmica de sistemes per analitzar les interaccions entre població, producció industrial, límits i producció alimentària en els ecosistemes de la Terra. Va ser inicialment produït i utilitzat pel Club de Roma, que va publicar, a partir de les dades que es desprenien del model el llibre Els límits del creixement. Els principals creadors del estudi van ser Donella Prats, Dennis Prats, i Jørgen Randers.

## Model
El model consisteix en diverses parts que interactuen entre elles. Cadascuna d'aquestes parts defineix un subsistema diferents. Els subsistemes principals eren 
- El sistema alimentari, tractant agricultura i producció alimentària,
- El sistema industrial,
- El sistema de població,
- Els recursos no renovables,
- El sistema de contaminació.